# Chrionema furunoi
Chrionema furunoi és una espècie de peix de la família dels percòfids i de l'ordre dels perciformes.

## Descripció
Fa 21 cm de llargària màxima.

## Alimentació
El seu nivell tròfic és de 3,62.

## Hàbitat i distribució geogràfica
És un peix marí, batidemersal i d'aigües fondes, el qual viu al Pacífic nord-occidental: des del sud del Japó fins al mar de la Xina Oriental.

## Observacions
És inofensiu per als humans i el seu índex de vulnerabilitat és moderat (38 de 100).